# Jacques Habert (évêque)
Pour les articles homonymes, voir Jacques Habert et Habert.
Jacques Habert, né le 2 mai 1960 à Saint-Malo (Ille-et-Vilaine), est un évêque catholique français, évêque de Séez de 2010 à 2020. Il est nommé évêque de Bayeux-Lisieux en 2020.

## Biographie
Jacques Habert est né le 2 mai 1960 à Saint-Malo, d'un père agent commercial à EDF et d'une mère au foyer, il a trois frères et sœurs. Sa vocation est guidée par les figures de saint Jean Bosco et saint Jean-Marie Vianney notamment au cours d'une retraite quand il est en terminale, elle est orientée ensuite par le cardinal Philippe Barbarin alors curé de sa paroisse.
Après avoir obtenu en 1983 une maîtrise en droit public, il entre au séminaire. Il est ordonné prêtre le 30 septembre 1989 pour le diocèse de Créteil.

## Principaux ministères
Il exerce successivement des fonctions de vicaire jusqu'en 2002, à l'Haÿ-les-Roses puis dans le secteur de Charenton. En 2002 il est nommé curé de Charenton-le-Pont, charge qu'il conserve jusqu'à sa nomination comme vicaire épiscopal pour les séminaristes et pour les secteurs pastoraux de Nogent-sur-Marne et de Fontenay-sous-Bois.

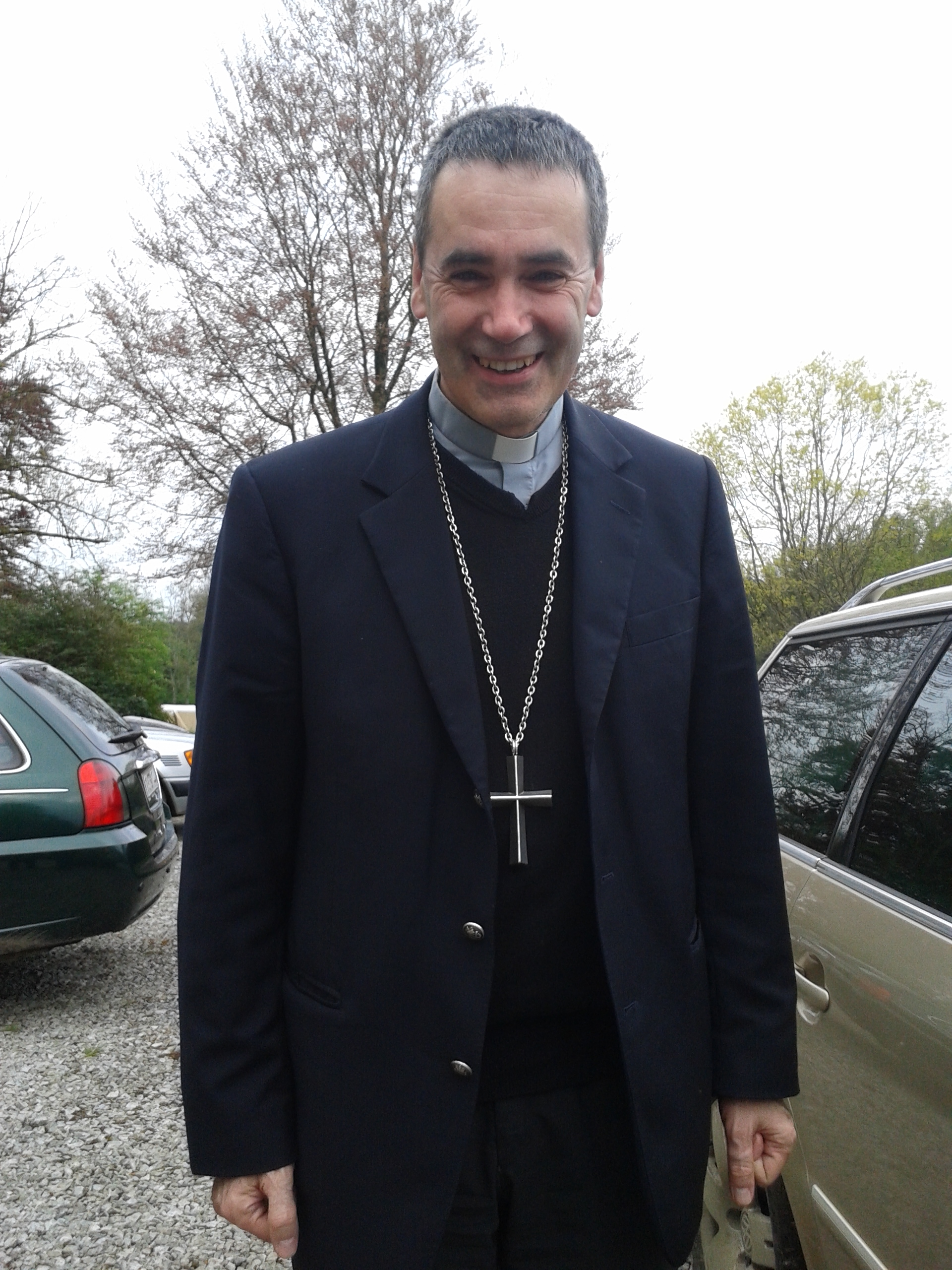
Jacques Habert en mai 2014.

Le 28 octobre 2010, le pape Benoît XVI le nomme évêque de Séez, dans l'Orne, où il succède à Jean Claude Boulanger, transféré au siège de Bayeux-Lisieux quelques mois plus tôt.
Il est ordonné évêque le 9 janvier 2011 par Jean-Charles Descubes, archevêque de Rouen assisté de  Jean-Claude Boulanger, précédent évêque de Séez et de Michel Santier évêque de Créteil en présence de 25 évêques et de 3500 fidèles. Il choisit comme devise épiscopale une phrase de l'évangile selon saint Jean: « Manete in dilectione mea » qui se traduit par « Demeurez en mon Amour » (Jn 15.9).
Le 10 novembre 2020, le pape François le nomme évêque de Bayeux-Lisieux, où il succède encore une fois à Jean-Claude Boulanger. Il fut installé le 10 janvier 2021 en la cathédrale Notre-Dame de Bayeux, en présence de Dominique Lebrun, archevêque de Rouen.
Le 4 novembre 2022, il démet Laurent Lair, vicaire général de Bayeux pour cause de faits « contraires à ses engagements ecclésiastiques ». L'enquête canonique lancée contre l'ancien vicaire a abouti en décembre 2023 par une totale relaxe,. 